# 腦殘排程器
腦殘排程器（英語：Brain Fuck Scheduler，縮寫：BFS）是作業系統內部的行程調度器，由澳洲麻醉師康恩·科里瓦斯所撰寫。
2009年8月31日，科里瓦斯創造了全新的排程器，並命名為腦殘排程器。BFS调度器的原理十分简单，是为桌面交互式應用專門設計，使得用戶的桌面環境更為流暢，過去使用CFS編譯內核時，音訊視訊同時出現會出現嚴重的停頓，而使用BFS則沒有這些問題。
BFS的原理是將所有行程被安排到103組佇列之中。BFS本身是O(n)调度器，但大部份的時間比目前Linux上擁有O(log n)效能的主流調度器CFS還優異。科里瓦斯並沒有打算將BFS應用在 mainline Linux。他再度以 -ck 的補丁來維護這套原始碼。Android曾經在試驗性的分支，使用BFS作为其操作系統排程器。但是經過測試發現對使用者並沒有明顯的改進，因此並未合入之後發表的正式版本。

## 桌面 Linux 發布
BFS 應用於以下作業系統:
- NimbleX 和 Sabayon Linux 7[4]
- PCLinuxOS 2010[5]
- Zenwalk 6.4[6]

## 外部連結
- Explanation of BFS
- BFS's FAQ （页面存档备份，存于）